# Tommy Emmanuel
William Thomas „Tommy” Emmanuel AM (ur. 31 maja 1955) – australijski gitarzysta, wirtuoz. Posługuje się technikami fingerstyle (fingerpicking) oraz slapping.
Urodził się 31 maja 1955 w Muswellbrook w Australii. Po raz pierwszy po gitarę sięgnął w wieku 4 lat. Jako 7-letni chłopak usłyszał w radiu nagranie Cheta Atkinsa. Jak sam opisuje to w wielu wywiadach, zmieniło to jego życie – zafascynował się gitarą akustyczną i techniką fingerstyle, polegającą na używaniu gitary do grania linii basu, melodii, akordów i odgłosów perkusyjnych w jednym czasie, co daje efekt obecności kilku muzyków na scenie, podczas gdy w rzeczywistości gra jedna osoba. Technikę tę doprowadził do mistrzostwa. W 2008 został uznany przez magazyn Guitar Player za najlepszego gitarzystę akustycznego.
Jego fenomen polega na tym, że jest samoukiem. Nie zna nut. Gra wszystko „na słuch”, czego efekty można obserwować na scenie. Podstawą stylu Emmanuela jest „travis picking”, czyli technika, którą posługiwał się Merle Travis. Polega ona na graniu partii basowej na strunach basowych kciukiem prawej ręki, a strun wiolinowych pozostałymi palcami (z wyjątkiem małego). Korzysta z gitar firmy Maton, w tym z EBG808TE zaprojektowanej specjalnie dla niego (która, jeśli wierzyć jego słowom, uległa uszkodzeniu i znajduje się w muzeum w Melbourne). Oprócz tego na scenie gra na Maton Jumbo i Maton TE1 (Dreadnought).

## Dyskografia
- 1979 From Out Of Nowhere
- 1987 Up From Down Under
- 1990 Dare To Be Different
- 1992 Determination
- 1993 The Journey
- 1993 The Journey Continues
- 1994 Back On Terra Firma (z Philem Emmanuelem)
- 1995 Initiation
- 1995 Classical Gas
- 1996 Can’t Get Enough
- 1997 Midnight Drive
- 1997 The Day Finger Pickers Took Over The World (z Chetem Atkinsem)
- 1998 Collaboration
- 2000 Only
- 2001 The Very Best of Tommy Emmanuel
- 2004 Endless Road
- 2005 Live One
- 2006 Happy Hour (z Jimem Nicholsem)
- 2006 The Mystery
- 2008 Center Stage
- 2009 Just Between Frets (z Frankiem Vigniola)
- 2010 Little by Little
- 2011 All I Want For Christmas
- 2013 The Colonel and The Governor (z Martinem Taylorem)
- 2015 It’s Never Too Late
- 2015 Just Passing Through
- 2016 Christmas Memories
- 2017 Live at the Ryman
- 2018 Accomplice One